# Sound + Vision
| Оценки критиков               | Оценки критиков |
| Источник                      | Оценка          |
| ----------------------------- | --------------- |
| AllMusic                      | [ 1 ]           |
| Rolling Stone                 | [ 2 ]           |
| The Rolling Stone Album Guide | [ 3 ]           |

Sound + Vision — первый бокс-сет британского рок-музыканта Дэвида Боуи, выпущенный компанией Rykodisc в 1989 году. К концу 1980-х права на собственный музыкальный каталог до 1983 года (первоначально выпущенный Phillips/Mercury Records и RCA Records) вернулись к Боуи и его бывшей управляющей компании MainMan. В 1988 году Rykodisc обратился к Боуи с предложением переиздать его альбомы на компакт-дисках — музыкант согласился, и в сентябре 1989 года был выпущен бокс-сет Sound + Vision. К апрелю 1990 года бокс-сет разошёлся тиражом более 200 000 копий, что для набора стоимостью 50-60 долларов (или около 110 долларов сегодня) считалось «феноменальным». Для раскрутки бокс-сета был организован одноимённый концертный тур.

## История
Изначально бокс-сет задумывался как ретроспектива карьеры Боуи по образцу Biograph Боба Дилана и Crossroads Эрика Клэптона, с него началась кампания лейбла Rykodisc по переизданию бэк-каталога Боуи на компакт-дисках, охватывающая творчество артиста с 1969 по 1980 годы. Основанный на концертной программе Serious Moonlight Tour, он содержал несколько хитов Боуи в их оригинальном варианте, но делал упор на демоверсии, концертные варианты песен и очень редкий материал, включая песню «Heroes» на немецком языке («Helden»). Среди раритетов, включённых в бокс-сет, фигурировали редкие синглы «Wild Eyed Boy from Freecloud» и «Rebel Rebel», а также ранее не издававшиеся студийные записи песен «London Bye Ta-Ta», «1984/Dodo», «After Today» и «It’s Hard to Be a Saint in the City».
В 1990 году бокс-сет был отмечен премией «Грэмми» за «Лучшее оформление». По мнению журнала Rolling Stone он «стоял особняком [среди подобных релизов 1989 года]» и назвал бокс-сет «многообещающим предвестником» предстоящего переиздания бэк-каталога Боуи компакт-дисках. Для раскрутки бокс-сета было организовано одноимённое международное турне.
Существует два основных издания бокс-сета, каждое из которых в дальнейшем переиздавалось с измененным оформлением:
- 1. Оригинальное издание 1989 года (компании Rykodisc) выпускалось в коробке размером с конверт грампластинки (дизайна Роджера Гормана и с фотографией Грега Гормана[англ.]) на виниле, аудиокассетах или компакт-дисках — в виде шести LP, трех кассет или трех CD соответственно. Бонусом шел видеокомпакт-диск (формата LaserDisc, который был снят с производства в 1991 году) содержащий три концертные звуковых дорожки и видеоклип на песню «Ashes to Ashes». Также была выпущена пронумерованная ограниченная серия из 350 экземпляров в деревянном футляре из цельного бука с сертификатом, подписанным Боуи лично. Контент этого релиза содержал материалы из каталога Боуи до 1980 года (включая несколько живых выступлений 1970-х годов). В 1995 компания Rykodisc перевыпустила бокс- сет на компакт-дисках, заменив Video-CD на обычный CD. В следующем переиздании, 1995 года, диск с видеоконтентом был полностью исключен, а упаковку сделали меньше. В остальном содержимое этих релизов идентично исходному.
- 2. В новое издание бокс-сета, выпущенное лейблами Virgin/EMI в 2003 году, был добавлен студийный материал Боуи 1982—1993 годов (плюс концертные композиции 1983 и 1997 годов), а некоторые песни из оригинального релиза заменены на их альтернативные версии. Также переиздание содержит большее количество песен на каждом компакт-диске, и не включает материал CD-Video/CD-ROM из оригинального релиза. В 2014 году это издание было переиздано на CD в уменьшенной упаковке под брендом Rhino Entertainment.

## Список композиций

### Издание 1989 года
Слова и музыка всех песен — написаны Дэвидом Боуи, за исключением отмеченных.
| №   | Название                                                              | Автор(ы)  | Оригинальный релиз | Длительность |
| --- | --------------------------------------------------------------------- | --------- | --- | ------------ |
| 1.  | «Space Oddity» (демоверсия)                                           |           | Прежде не издавалась; демоверсия записана весной 1969 года                                                                                            | 5:09         |
| 2.  | «Wild Eyed Boy from Freecloud» (сингл-версия)                         |           | Би-сайд сингла «Space Oddity», 1969 год | 4:50         |
| 3.  | «The Prettiest Star» (сингловая моноверсия Марка Болана)              |           | Внеальбомный сингл 1970 года; позднее перезаписан и переиздан на альбоме Aladdin Sane, 1973                                                           | 3:11         |
| 4.  | «London Bye Ta-Ta» (моноверсия)                                       |           | Прежде не издавалась; записана в 1970 как продолжение сингла «Space Oddity»                                                                           | 2:35         |
| 5.  | «Black Country Rock»                                                  |           | Из альбома The Man Who Sold the World 1970 года | 3:33         |
| 6.  | «The Man Who Sold the World»                                          |           | The Man Who Sold the World | 3:56         |
| 7.  | «The Bewlay Brothers»                                                 |           | Из альбома Hunky Dory 1971 года | 5:22         |
| 8.  | «Changes»                                                             |           | Из альбома Hunky Dory | 3:35         |
| 9.  | «Round and Round» (кавер-версия песни Чака Берри «Around and Around») | Чак Берри | Би-сайд сингла «Drive-In Saturday» 1973 года; записана во время альбомных сессий Ziggy Stardust, в 1971 году                                          | 2:41         |
| 10. | «Moonage Daydream»                                                    |           | The Rise and Fall of Ziggy Stardust and the Spiders from Mars, 1972                                                                                   | 4:39         |
| 11. | «John, I’m Only Dancing» (саксофонная версия)                         |           | Внеальбомный сингл 1973 года, оригинальная версия выпущена в 1972 году; невошедший в альбом Aladdin Sane материал                                     | 2:43         |
| 12. | «Drive-In Saturday»                                                   |           | Из альбома Aladdin Sane | 4:30         |
| 13. | «Panic in Detroit»                                                    |           | Из альбома Aladdin Sane | 4:25         |
| 14. | «Ziggy Stardust» (концертная версия)                                  |           | Записана в 1973 году, выпущена на альбоме Ziggy Stardust: The Motion Picture 1983 года; оригинальная версия выпущена на альбоме Ziggy Stardust        | 3:16         |
| 15. | «White Light/White Heat» (концертная версия)                          | Лу Рид    | Выпущена на альбоме Ziggy Stardust: The Motion Picture; оригинальная версия записана группой The Velvet Underground дляодноимённого альбома 1968 года | 3:57         |
| 16. | «Rock ’n’ Roll Suicide» (концертная версия)                           |           | Из альбома Ziggy Stardust: The Motion Picture | 4:30         |

| №   | Название                                                                                     | Автор(ы)                                        | Оригинальный релиз | Длительность |
| --- | -------------------------------------------------------------------------------------------- | ----------------------------------------------- | --- | ------------ |
| 1.  | «Anyway, Anyhow, Anywhere»                                                                   | Роджер Долтри, Пит Таунсенд                     | Из альбома Pin Ups 1973 года | 3:08         |
| 2.  | «Sorrow»                                                                                     | Боб Фельдман, Джерри Голдштейн, Ричард Готтерер | Из альбома Pin Ups | 2:53         |
| 3.  | «Don’t Bring Me Down»                                                                        | Джонни Ди                                       | Из альбома Pin Ups | 2:05         |
| 4.  | «1984/Dodo»                                                                                  |                                                 | Прежде не издавалась; оригинальная версия записана для американского ТВ-шоу The 1980 Floor Show, позднее выпущена на бутлеге Dollars in Drag 1973 года | 5:29         |
| 5.  | «Big Brother»                                                                                |                                                 | Из альбома Diamond Dogs 1974 года | 3:21         |
| 6.  | «Rebel Rebel» (американская сингл-версия)                                                    |                                                 | Выпущен за несколько месяцев до выхода альбома Diamond Dogs                                                                                            | 3:01         |
| 7.  | «Suffragette City» (концертная версия)                                                       |                                                 | Из альбома David Live 1974 года; оригинальная версия выпущена на альбоме Ziggy Stardust                                                                | 3:50         |
| 8.  | «Watch That Man» (концертная версия)                                                         |                                                 | Из альбома David Live; оригинальная версия выпущена на альбоме Aladdin Sane                                                                            | 5:07         |
| 9.  | «Cracked Actor» (концертная версия)                                                          |                                                 | Из альбома David Live; оригинальная версия выпущена на альбоме Aladdin Sane                                                                            | 3:30         |
| 10. | «Young Americans» (американская сингл-версия)                                                |                                                 | Из альбома Young Americans 1975 года | 3:30         |
| 11. | «Fascination» (другой, более эховый-микс, которого не было на оригинальном релизе 2003 года) | Боуи, Лютер Вандросс                            | Из альбома Young Americans | 5:45         |
| 12. | «After Today» (другой, более эховый-микс, которого не было на оригинальном релизе 2003 года) |                                                 | Прежде не издавалась; невошедший в альбом Young Americans материал                                                                                     | 3:50         |
| 13. | «It’s Hard to Be a Saint in the City»                                                        | Брюс Спрингстин                                 | Прежде не издавалась; невошедший в альбом Station to Station материал                                                                                  | 3:49         |
| 14. | «TVC 15»                                                                                     |                                                 | Из альбома Station to Station 1976 года | 5:31         |
| 15. | «Wild Is the Wind»                                                                           | Дмитрий Тёмкин, Нед Вашингтон                   | Из альбома Station to Station; оригинальная запись сделана для саундтрека к одноимённому фильму 1957 года                                              | 5:58         |

| №   | Название | Автор(ы)                          | Оригинальный релиз                                                                 | Длительность |
| --- | --- | --------------------------------- | ---------------------------------------------------------------------------------- | ------------ |
| 1.  | «Sound and Vision»                                                                                              |                                   | Из альбома Low 1977 года                                                           | 3:05         |
| 2.  | «Be My Wife» |                                   | Из альбома Low                                                                     | 2:57         |
| 3.  | «Speed of Life»                                                                                                 |                                   | Из альбома Low                                                                     | 2:47         |
| 4.  | «„Helden“» (немецкая версия песни «„Heroes“» записанная в 1977 году, была перемикшированна для этого бокс-сета) | Дэвид Боуи, Брайн Ино             | Из альбома «Heroes» 1977 года                                                      | 3:39         |
| 5.  | «Joe the Lion»                                                                                                  |                                   | Из альбома «Heroes» 1977 года                                                      | 3:07         |
| 6.  | «Sons of the Silent Age»                                                                                        |                                   | Из альбома «Heroes» 1977 года                                                      | 3:19         |
| 7.  | «Station to Station» (концертная версия)                                                                        |                                   | Из альбома Stage, 1978; оригинальная версия выпущена на альбоме Station to Station | 8:50         |
| 8.  | «Warszawa» (концертная версия)                                                                                  | Боуи, Ино                         | Из альбома Stage; оригинальная версия выпущена на альбоме Low                      | 6:52         |
| 9.  | «Breaking Glass» (концертная версия)                                                                            | Боуи, Деннис Дэвис, Джордж Мюррей | Из альбома Stage; оригинальная версия выпущена на альбоме Low                      | 3:35         |
| 10. | «Red Sails» | Боуи, Ино                         | Из альбома Lodger 1979 года                                                        | 3:45         |
| 11. | «Look Back in Anger»                                                                                            | Боуи, Ино                         | Из альбома Lodger                                                                  | 3:07         |
| 12. | «Boys Keep Swinging»                                                                                            | Боуи, Ино                         | Из альбома Lodger                                                                  | 3:18         |
| 13. | «Up the Hill Backwards»                                                                                         |                                   | Из альбома Scary Monsters (and Super Creeps) 1980 года                             | 3:15         |
| 14. | «Kingdom Come»                                                                                                  | Том Верлен                        | Из альбома Scary Monsters (And Super Creeps)                                       | 3:44         |
| 15. | «Ashes to Ashes»                                                                                                |                                   | Из альбома Scary Monsters (and Super Creeps)                                       | 4:23         |

| №  | Название | Оригинальный релиз                                                                       | Длительность |
| -- | --- | ---------------------------------------------------------------------------------------- | ------------ |
| 1. | «John, I’m Only Dancing» (концертная версия, записана в Boston Music Hall, Бостон, Массачусетс, США, 1 октября 1972) | Прежде не издавалась                                                                     | 2:40         |
| 2. | «Changes» (концертная версия, записана в Boston Music Hall, Бостон, Массачусетс, США, 1 октября 1972)                | Прежде не издавалась                                                                     | 3:20         |
| 3. | «The Supermen» (концертная версия, записана в Boston Music Hall, Бостон, Массачусетс, США, 1 октября 1972)           | Прежде не издавалась; оригинальная запись выпущена на альбоме The Man Who Sold the World | 2:43         |
| 4. | «Ashes to Ashes» (Video/Single edit)                                                                                 |                                                                                          | 3:34         |

### Переиздание 2003 года (CD: EMI / 5945112)
Все песни написаны Дэвидом Боуи, за исключением отмеченных. Песни, которые отличаются от оригинального бокс-сета Sound + Vision или являются новыми для этого релиза, обозначены *.
| №   | Название                                                | Автор(ы)                                        | Длительность |
| --- | ------------------------------------------------------- | ----------------------------------------------- | ------------ |
| 1.  | «Space Oddity» (Демоверсия)                             |                                                 | 5:09         |
| 2.  | «Wild Eyed Boy from Freecloud*» (с устным вступлением)  |                                                 | 4:57         |
| 3.  | «The Prettiest Star» (Marc Bolan mono single version)   |                                                 | 3:11         |
| 4.  | «London Bye Ta-Ta*» (прежде не издавалась, стерео-микс) |                                                 | 2:37         |
| 5.  | «Black Country Rock»                                    |                                                 | 3:35         |
| 6.  | «The Man Who Sold the World»                            |                                                 | 3:58         |
| 7.  | «The Bewlay Brothers»                                   |                                                 | 5:23         |
| 8.  | «Changes»                                               |                                                 | 3:34         |
| 9.  | «Round and Round*» (альтернативный вокал)               |                                                 | 2:43         |
| 10. | «Moonage Daydream»                                      |                                                 | 4:40         |
| 11. | «John, I’m Only Dancing» (саксофонная версия)           |                                                 | 2:44         |
| 12. | «Drive-In Saturday»                                     |                                                 | 4:31         |
| 13. | «Panic in Detroit»                                      |                                                 | 4:27         |
| 14. | «Ziggy Stardust» (концертная версия)                    |                                                 | 3:23         |
| 15. | «White Light/White Heat» (концертная версия)            | Лу Рид                                          | 4:23         |
| 16. | «Rock ’n’ Roll Suicide» (концертная версия)             |                                                 | 4:16         |
| 17. | «Anyway, Anyhow, Anywhere»                              | Роджер Долтри, Пит Таунсенд                     | 3:07         |
| 18. | «Sorrow»                                                | Боб Фельдман, Джерри Голдштейн, Ричард Готтерер | 2:53         |
| 19. | «Don’t Bring Me Down»                                   | Джонни Ди                                       | 2:06         |

| №   | Название                                      | Автор(ы)                      | Длительность |
| --- | --------------------------------------------- | ----------------------------- | ------------ |
| 1.  | «1984/Dodo»                                   |                               | 5:29         |
| 2.  | «Big Brother»                                 |                               | 3:23         |
| 3.  | «Rebel Rebel» (американская сингл-версия)     |                               | 3:00         |
| 4.  | «Suffragette City» (концертная версия)        |                               | 3:46         |
| 5.  | «Watch That Man» (концертная версия)          |                               | 5:08         |
| 6.  | «Cracked Actor» (концертная версия)           |                               | 3:31         |
| 7.  | «Young Americans»                             |                               | 5:13         |
| 8.  | «Fascination*»                                | Дэвид Боуи, Лютер Вандросс    | 5:46         |
| 9.  | «After Today*»                                |                               | 3:49         |
| 10. | «It’s Hard to Be a Saint in the City»         | Брюс Спрингстин               | 3:48         |
| 11. | «TVC 15»                                      |                               | 5:32         |
| 12. | «Wild Is the Wind»                            | Дмитрий Тёмкин, Нед Вашингтон | 6:00         |
| 13. | «Sound and Vision»                            |                               | 3:04         |
| 14. | «Be My Wife»                                  |                               | 2:56         |
| 15. | «Speed of Life»                               |                               | 2:46         |
| 16. | «„Helden“» (Немецкая версия песни «„Heroes“») |                               | 3:39         |
| 17. | «Joe the Lion»                                | Боуи, Брайан Ино              | 3:07         |
| 18. | «Sons of the Silent Age»                      |                               | 3:18         |

| №   | Название                                                         | Автор(ы)                          | Оригинальный релиз | Длительность |
| --- | ---------------------------------------------------------------- | --------------------------------- | --- | ------------ |
| 1.  | «Station to Station» (концертная версия)                         |                                   | | 8:53         |
| 2.  | «Warszawa» (концертная версия)                                   | Боуи, Ино                         | | 6:49         |
| 3.  | «Breaking Glass» (Live)                                          | Боуи, Деннис Дэвис, Джордж Мюррей | | 3:30         |
| 4.  | «Red Sails»                                                      | Боуи, Ино                         | | 3:44         |
| 5.  | «Look Back in Anger»                                             | Боуи, Ино                         | | 3:07         |
| 6.  | «Boys Keep Swinging»                                             | Боуи, Ино                         | | 3:18         |
| 7.  | «Up the Hill Backwards»                                          |                                   | | 3:15         |
| 8.  | «Kingdom Come»                                                   | Том Верлен                        | | 3:45         |
| 9.  | «Ashes to Ashes»                                                 |                                   | | 4:24         |
| 10. | «Baal’s Hymn*»                                                   | Бертольт Брехт, Доминик Малдауни  | Из мини-альбома Baal (EP) 1982 года; прежде не издавалась на компакт-диске                                                                                 | 4:02         |
| 11. | «The Drowned Girl*»                                              | Брехт, Курт Вайль                 | Из мини-альбома Baal (EP) 1982 года; прежде не издавалась на компакт-диске                                                                                 | 2:26         |
| 12. | «Cat People (Putting Out Fire)*» (совместно с Джорджо Мородером) | Боуи, Джорджо Мородер             | Из саундтрека к фильму «Люди-кошки», в 1982 году | 6:45         |
| 13. | «China Girl*»                                                    | Боуи, Игги Поп                    | Из альбома Let’s Dance 1983 года; оригинальная версия записана Игги Попом для альбома The Idiot, в 1977 году                                               | 5:32         |
| 14. | «Ricochet*»                                                      |                                   | Из альбома Let’s Dance | 5:12         |
| 15. | «Modern Love*» (концертная версия)                               |                                   | Выпущена в качестве би-сайда сингла «Modern Love», в 1983 году; оригинальная версия выпущена на альбоме Let’s Dance; прежде не издавалась на компакт-диске | 3:45         |
| 16. | «Loving the Alien*»                                              |                                   | Из альбома Tonight, в 1984 году | 7:07         |
| 17. | «Dancing with the Big Boys*» (совместно с Игги Попом)            | Боуи, Поп, Карлос Аломар          | Из альбома Tonight | 3:34         |

| №   | Название                                                        | Автор(ы)                      | Оригинальный релиз                                                                                   | Длительность |
| --- | --------------------------------------------------------------- | ----------------------------- | --- | ------------ |
| 1.  | «Blue Jean*»                                                    |                               | Из альбома Tonight                                                                                   | 3:12         |
| 2.  | «Time Will Crawl*»                                              |                               | Из альбома Never Let Me Down 1987 года                                                               | 4:19         |
| 3.  | «Baby Can Dance*» (в составе Tin Machine)                       |                               | Из альбома Tin Machine 1989 года                                                                     | 4:58         |
| 4.  | «Amazing*» (в составе Tin Machine)                              | Боуи, Ривз Гэбрелс            | Из альбома Tin Machine                                                                               | 3:04         |
| 5.  | «I Can’t Read*» (в составе Tin Machine)                         | Боуи, Гэбрелс                 | Из альбома Tin Machine                                                                               | 4:57         |
| 6.  | «Shopping for Girls*» (в составе Tin Machine)                   | Боуи, Гэбрелс                 | Из альбома Tin Machine II 1991 года                                                                  | 3:45         |
| 7.  | «Goodbye Mr. Ed*» (в составе Tin Machine)                       | Боуи, Тони Сэйлс, Ханта Сэйлс | Из альбома Tin Machine II                                                                            | 3:24         |
| 8.  | «Amlapura*» (в составе Tin Machine)                             | Боуи, Гэбрелс                 | Из альбома Tin Machine II                                                                            | 3:49         |
| 9.  | «You’ve Been Around*»                                           | Боуи, Гэбрелс                 | Из альбома Black Tie White Noise 1993 года                                                           | 4:44         |
| 10. | «Nite Flights*» (Moodswings Back to Basics remix radio edit)    | Н. Скотт Энджел               | Прежде не издавалась; оригинальная версия выпущена на альбоме Black Tie White Noise                  | 4:37         |
| 11. | «Pallas Athena» (Gone Midnight mix)                             |                               | Прежде не издавалась на компакт-диске, оригинальная версия выпущена на альбоме Black Tie White Noise | 4:21         |
| 12. | «Jump They Say*»                                                |                               | Из альбома Black Tie White Noise                                                                     | 4:25         |
| 13. | «The Buddha of Suburbia*»                                       |                               | Из альбома-саундтрека The Buddha of Suburbia 1993 года                                               | 4:27         |
| 14. | «Dead Against It*»                                              |                               | Из альбома-саундтрека The Buddha of Suburbia                                                         | 5:48         |
| 15. | «South Horizon*»                                                |                               | Из альбома-саундтрека The Buddha of Suburbia                                                         | 5:25         |
| 16. | «Pallas Athena*» (концертная версия, в составе Tao Jones Index) |                               | Би-сайд сингла «Seven Years in Tibet» 1998 года                                                      | 8:19         |

## Чарты и сертификация
| Год  | Чарт                             | Высшая позиция |
| ---- | -------------------------------- | -------------- |
| 1989 | США (Billboard 200)              | 97             |
| 2014 | Бельгия/Фландрия (Ultratop)      | 89             |
| 2014 | Великобритания (UK Albums Chart) | 63             |
| 2016 | Australian Albums Chart          | 72             |
| 2016 | Бельгия/Валлония (Ultratop)      | 96             |
| 2016 | Венгрия (MAHASZ)                 | 26             |
| 2016 | Новая Зеландия (RMNZ)            | 9              |

| Организация | Статус  | Дата          |
| ----------- | ------- | ------------- |
| RIAA        | Золотой | 7 ноября 1995 |